# Norsko na Letních olympijských hrách 1928
Norsko na Letních olympijských hrách 1928 v nizozemském Amsterdamu reprezentovalo 52 mužů. Nejmladším účastníkem byl Einar Tommelstad (19 let, 192 dní), nejstarším pak Johan Anker (57 let, 37 dní). Reprezentanti vybojovali 4 medaile z toho 1 zlatou, 2 stříbrné a 1 bronzovou.

## Medailisté
| Medaile | Jméno                                                        | Sport     | Disciplína                 |
| ------- | ------------------------------------------------------------ | --------- | -------------------------- |
| Zlato   | H.R.H. Crown Prince Olav Johan Anker Erik Anker Haakon Bryhn | Jachting  | Muži 6 m class             |
| Stříbro | Arthur Qvist Bjart Ording Wilhelm Johansen                   | Jezdectví | Družstvo mužů všestrannost |
| Stříbro | Henrik Robert                                                | Jachting  | Muži třída Finn            |
| Bronz   | Olav Sunde                                                   | Atletika  | Muži hod oštěpem           |